# Pangkalan Bun
Pangkalan Bun és una ciutat de la província Kalimantan Central a Indonèsia. També és la capital de la Regència Kotawaringin Oest Es troba a l'illa Borneo.
Compta amb l'Aeroport Iskandar. Les connexions terrestres són amb Sampit, Ketapang, i Pontianak.